# Syrniki

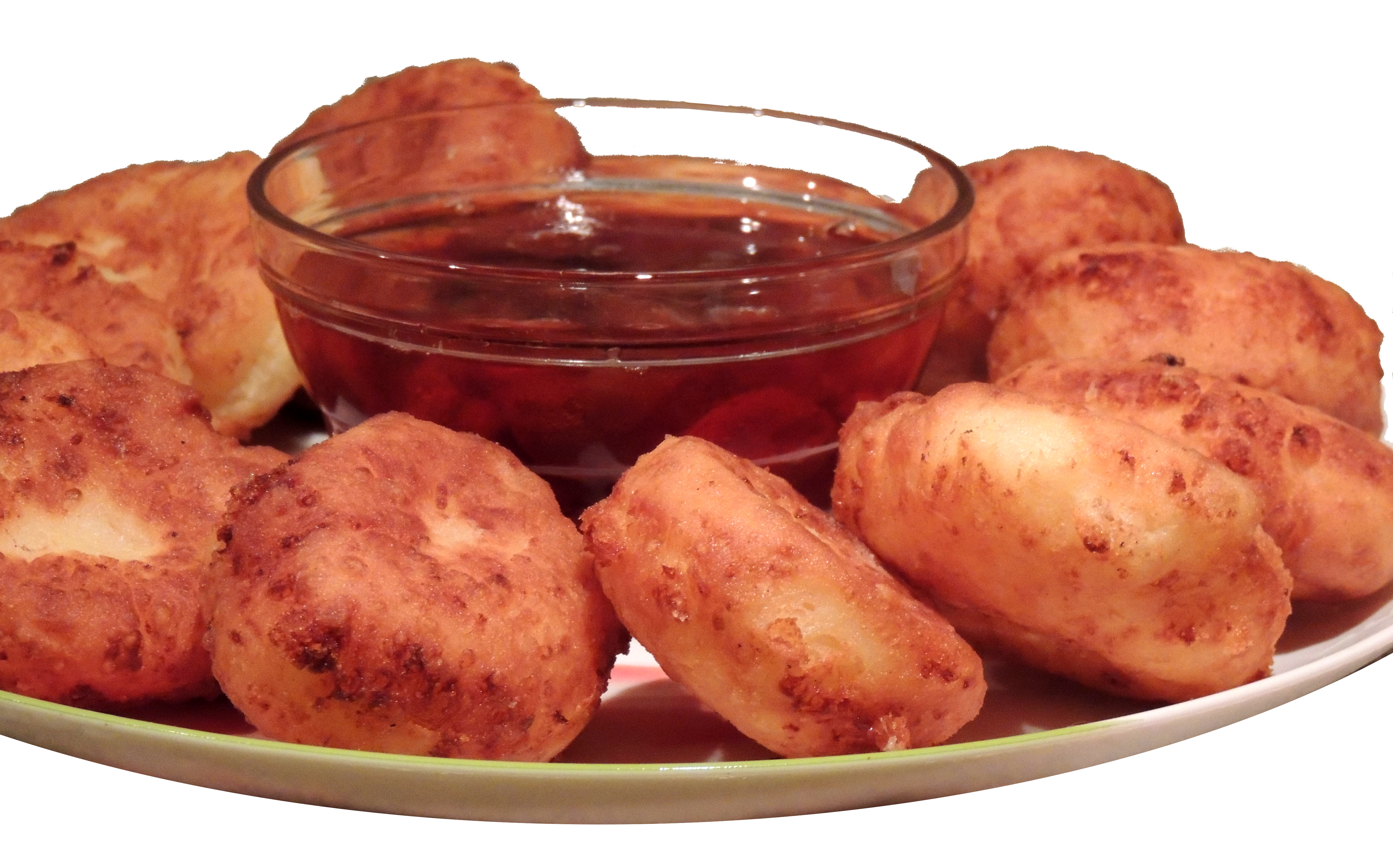
Syrniki, serviert mit Warenje

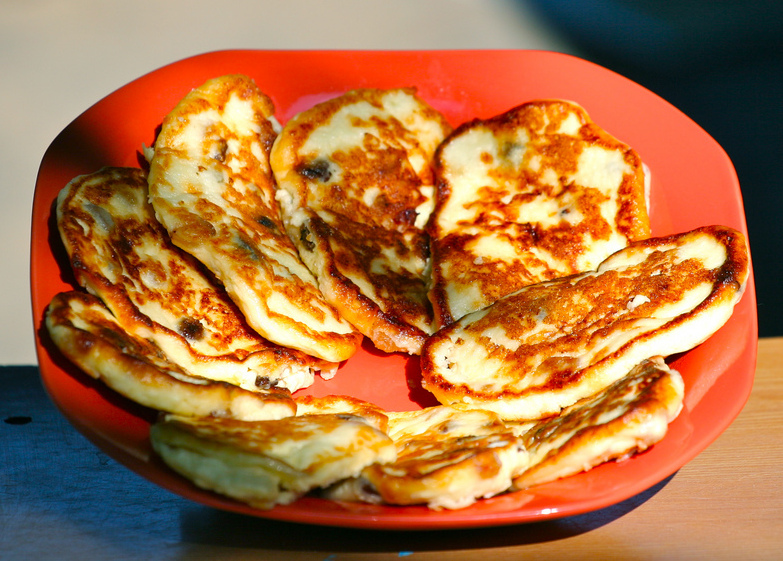
Syrniki mit Rosinen

Syrniki (ukrainisch сирники, belarussisch сырнікі; auch russisch Tworoschniki, творо́жники genannt) sind gebratene Klöße aus Frischkäse- bzw. Quarkteig. Das Gericht stammt aus der ukrainischen Küche, wird auch in der belarussischen, polnischen, russischen Küche zubereitet und ähnelt den sächsischen Quarkkäulchen.
Der Name leitet sich vom ukrainischen Wort syr (ukr.: сир) ab, das auf ukrainisch Frischkäse bzw.  Quark  und auf russisch Tworog bedeutet. 
Für den Teig wird Frischkäse bzw. Quark mit Mehl, Eiern, Zucker und Salz vermengt. Je nach Variante werden Rosinen, Möhren, Trockenfrüchte, Kartoffeln oder Nüsse zum Teig gegeben. Die fertige Masse wird anschließend in Pflanzenöl gebraten.
Syrniki werden zum Frühstück oder als Dessert gegessen und mit Smetana (Crème fraiche, Schmand), Puderzucker, oder Konfitüre serviert.